# Paolo Frisi
Paolo Frisi, född 13 april 1728 i Melegnano, provinsen Milano, död 22 november 1784 i Milano, var en italiensk matematiker.
Barnabitermunken Frisi blev 1753 professor i filosofi i Novara och 1756 i Pisa samt utnämndes 1764 till professor i matematik vid Scuole Palatine i Milano. År 1766 tog han avsked och företog därefter vidsträckta resor. Han författade ett stort antal vetenskapliga avhandlingar rörande algebra, geometri, differentialekvationer, mekanik och fysik, speciellt ellära. Flera av hans skrifter blev prisbelönta av lärda sällskap. Han invaldes 1766 som utländsk ledamot av Vetenskapsakademien i Stockholm.

## Källor

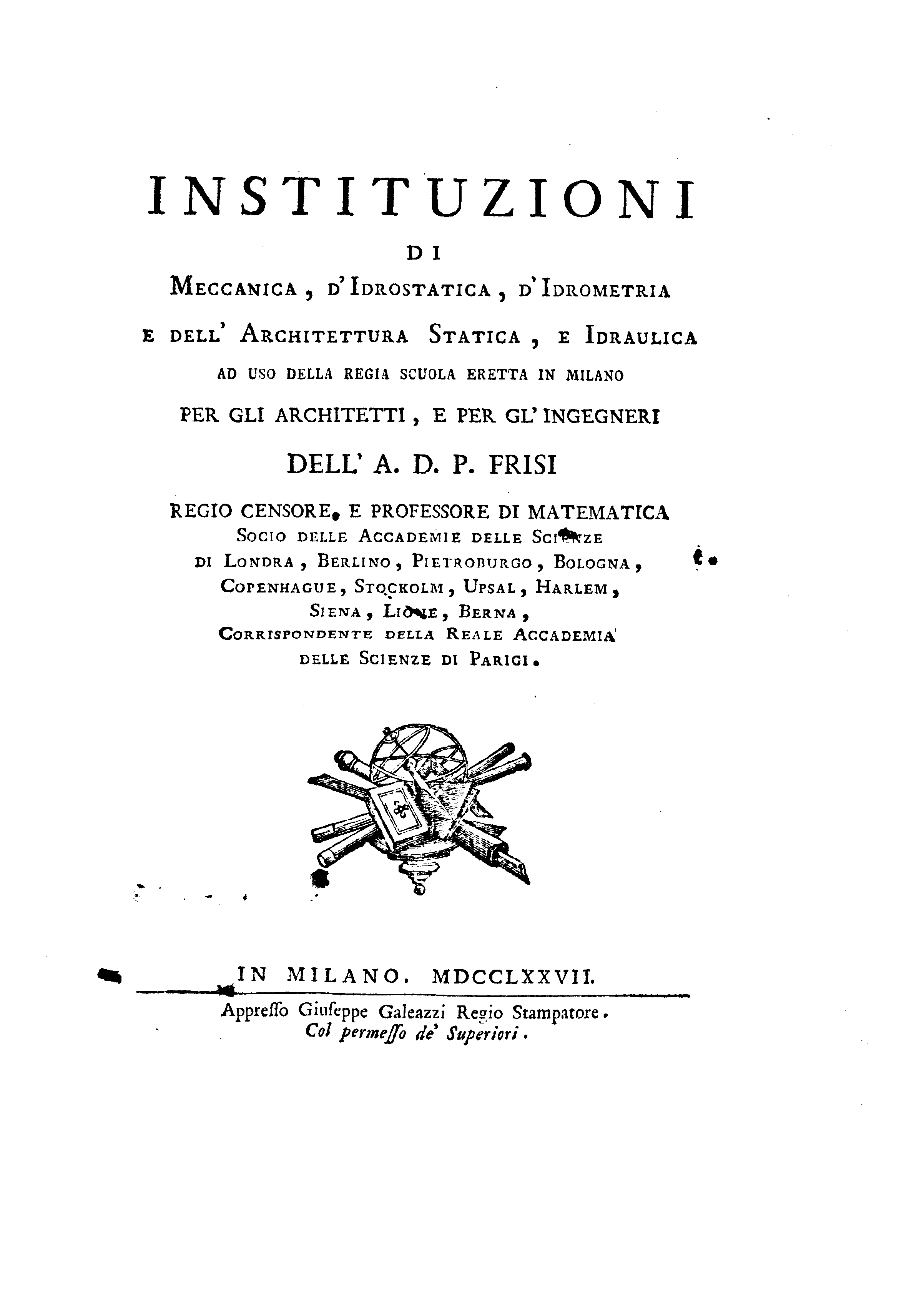
Instituzioni